# Ángel Hernández (judoka)
Ángel Hernández (13 de septiembre de 1995) es un deportista mexicano que compite en judo. Ganó tres medallas de bronce en el Campeonato Panamericano de Judo entre los años 2015 y 2017.

## Palmarés internacional
| Campeonato Panamericano | Campeonato Panamericano   | Campeonato Panamericano | Campeonato Panamericano |
| Año                     | Lugar                     | Medalla                 | Categoría               |
| ----------------------- | ------------------------- | ----------------------- | ----------------------- |
| 2015                    | Edmonton (Canadá)         | Medalla de bronce       | –66 kg                  |
| 2016                    | La Habana (Cuba)          | Medalla de bronce       | –66 kg                  |
| 2017                    | Ciudad de Panamá (Panamá) | Medalla de bronce       | –66 kg                  |